# Parafia Matki Bożej Częstochowskiej w Mójczy
Parafia Matki Bożej Częstochowskiej w Mójczy – parafia rzymskokatolicka, znajdująca się w diecezji kieleckiej, w dekanacie masłowskim.